# Gymnopilus allantopus
Gymnopilus allantopus là một loài nấm thuộc họ Cortinariaceae.